# Kinburn-Halbinsel
Die Kinburn-Halbinsel (ukrainisch Кінбурнський півострів Kinburnskyj piwostiw; russisch Кинбурнский полуостров) ist eine zwischen der Jahorlyzkyj-Bucht des Schwarzen Meeres im Süden und dem Dnepr-Bug-Liman im Norden gelegene Halbinsel im Süden der Ukraine.

## Geographie
Die Halbinsel ist etwa 40 km lang, bis zu 10 km breit und hat eine Fläche von etwa 180 km².
Im Nordwesten der Halbinsel befindet sich die Kinburn-Nehrung. Ihr gegenüber auf der anderen Seite des Kinburn-Kanal liegt die Küste des ukrainischen Festlandes mit der Hafenstadt Otschakiw.
Der Westteil der Halbinsel gehört administrativ zum Rajon Mykolajiw der Oblast Mykolajiw, der Ostteil zum Rajon Skadowsk der Oblast Cherson.
Auf dem Gebiet der Oblast Mykolajiw liegen die Dörfer Pokrowka, Wassyliwka und Pokrowske, auf dem Gebiet der Oblast Cherson das Dorf Herojske.

## Flora und Fauna
Auf der Halbinsel sind mehr als 600 Pflanzenarten, von denen viele endemisch sind, beheimatet. Die Fauna umfasst 45 Arten von Säugetieren, 30 Vogelarten, darunter viele seltene, 74 Fischarten und etwa 4000 unterschiedliche Insektenarten.
Eines der Naturwunder der Halbinsel ist das Orchideenfeld von Pokrowske, eines der größten Orchideenfelder Europas. Teile der Halbinsel stehen unter Naturschutz, die Nehrung gehört zum ukrainischen Nationalpark Bilobereschja Swjatoslawa (Білобережжя Святослава).

## Geschichte
Die Halbinsel erhielt ihren Namen von der im 16. Jahrhundert erbauten und heute zerstörten Festung Kinburn, eine von den Osmanen zur Sicherung der Dnepr-Mündung errichtete Militäranlage. Der Name stammt vom türkischen „Kilburun“ und bedeutet etwa „feine (schmale) Landzunge“. Die Festung war des Öfteren zwischen den Osmanen einerseits und den Kosaken, später den Russen andererseits umkämpft. 1787 (Russisch-Österreichischer Türkenkrieg) und 1855 (Krimkrieg) fanden auf der Halbinsel Schlachten um die Festung statt.
Die Halbinsel wurde Teil der Ukraine, die 1991 ihre Unabhängigkeit erlangte. Im Zuge des Überfalls auf die Ukraine wurde die Halbinsel 2022 von Russland besetzt und kurz darauf völkerrechtswidrig annektiert.